# Ненцлінген
Ненцлінген (нім. Nenzlingen) — громада  в Швейцарії в кантоні Базель-Ланд, округ Лауфен.

## Географія
Громада розташована на відстані близько 60 км на північ від Берна, 14 км на захід від Лісталя.
Ненцлінген має площу 3,7 км², з яких на 7,1% дозволяється будівництво (житлове та будівництво доріг), 41,8% використовуються в сільськогосподарських цілях, 49,2% зайнято лісами, 1,9% не є продуктивними (річки, льодовики або гори).

## Демографія
2019 року в громаді мешкало 455 осіб (+4,4% порівняно з 2010 роком), іноземців було 12,5%. Густота населення становила 124 осіб/км².
За віковим діапазоном населення розподілялося таким чином: 19,3% — особи молодші 20 років, 62% — особи у віці 20—64 років, 18,7% — особи у віці 65 років та старші. Було 186 помешкань (у середньому 2,4 особи в помешканні).
Із загальної кількості 78 працюючих 17 було зайнятих в первинному секторі, 28 — в обробній промисловості, 33 — в галузі послуг.